# Station La Gorp
Station La Gorp is een spoorwegstation in de Franse gemeente Ambarès-et-Lagrave.